# Penelopinae
Penelopinae, потпородица птица из породице Cracidae, ред Galliformes или кокоши. Обухвата седам родова:

## Родови и врсте
Потпородица Penelopinae:
- Род планински гуан
  - Планински гуан

- Род 
  - Црни гуан

  - Српастокрили гуан

- Род 
  - Белокрили гуан

  - Белолики гуан

  - Брадати гуан

  - Црвенолики гуан

  - Шпиксов гуан

  - Беловеђи гуан

  - Гуан Мараил

  - Андски гуан

  - Мрконоги гуан

  - Кестењастотрби гуан

  - Ортонов гуан

  - Каукански гуан

  - Риђогруди гуан

  - Кудрави гуан

  - Рђавоивичасти гуан

- Род ресасти гуан
  - Ресасти гуан

- Род 
  - Црночели гуан

  - Црвеногрли гуан

  - Тринидадски гуан

  - Плавогрли гуан

- Род чачалаке (Ortalis) 
  - Сиволеђа чачалака

  - Сивоглава чачалака

  - Кестењастокрила чачалака

  - Риђорепа чачалака

  - Риђоглава чачалака

  - Риђотрба чачалака

  - Западномексичка чачалака

  - Чакоанска чачалака

  - Белотрба чачалака

  - Колумбијска чачалака

  - Пегава чачалака

  - Источнобразилска чачалака

  - Крљуштаста чачалака

  - Мала чачалака

  - Кестењастоглава чачалака

  - Жутовеђа чачалака
